# Бонч-Осмоловский, Иван Анатольевич
Иван Анатольевич Бонч-Осмоловский (20 мая [1 июня] 1881, Блонь, Минская губерния — 16 сентября 1969, Москва) — политик и общественный деятель, юрист.

## Биография

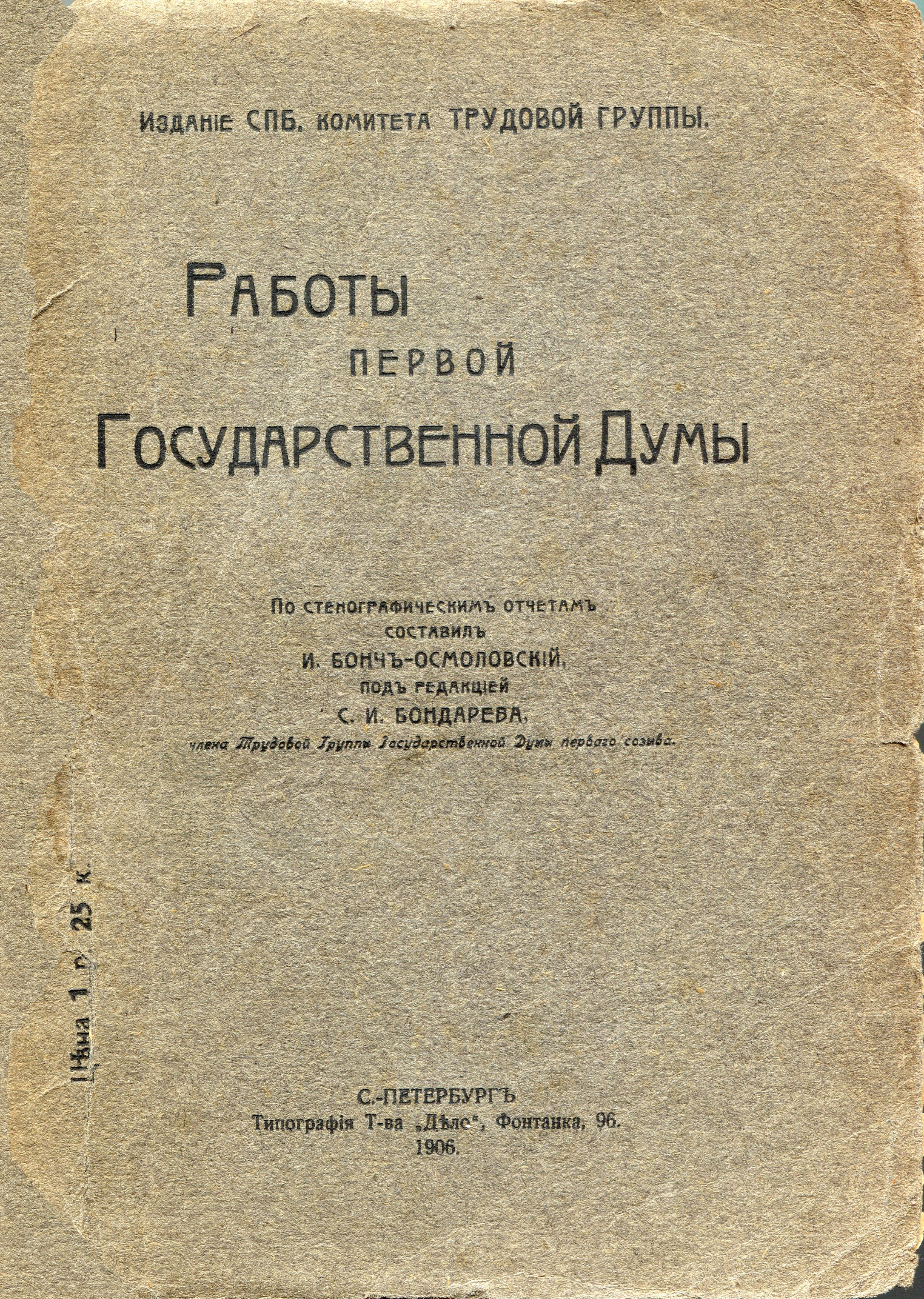
Обложка издания Петербургского комитета «Трудовой группы» «Работы Первой Государственной Думы», составленного И. А. Бонч-Осмоловским под редакцией С. И. Бондарева.

Старший сын Анатолия Осиповича и Варвары Ивановны Бонч-Осмоловских. Под влиянием родителей с юности присоединился к революционной деятельности.
В 1902 за организацию в Блони нелегального крестьянского кружка вместе с отцом сослан на Алтай (Усть-Каменогорск). Освобождён в 1904 по амнистии; выехал на учёбу в Цюрих. Переправлял в Россию нелегальную литературу.
Осенью 1905 приехал в Россию, где был одним из организаторов Всероссийского крестьянского союза. В 1-й и 2-й Государственных думах — секретарь фракции «Трудовая группа».
О деятельности фракции выпустил книгу «Работы первой Государственной Думы», которая сразу же была изъята властями.
В 1907 поступил на юридический факультет Московского университета, но был арестован.
В марте 1912 приговорён Виленской судебной палатой к 6 месяцам заключения.
В советское время работал служащим в государственных учреждениях Минска и Москвы.
Прах похоронен на Новодевичьем кладбище в Москве, в могиле матери.

## Семья
- Брат — Родион Анатольевич Бонч-Осмоловский, экономист, эсер-максималист.
- Сестра — Ирина Анатольевна Бонч-Осмоловская, хирург, замужем за адвокатом С. К. Вржосеком.
- Брат — Глеб Анатольевич Бонч-Осмоловский, археолог, антрополог.

Жена — Елена Вячеславна, урождённая Якушкина (1883—1943), дочь В. Е. Якушкина,
- Дочь — Ирина Бонч-Осмоловская (1910—1913)[3]
- Дочь — Анастасия Бонч-Осмоловская (1912—1927)[3].
- Дочь — Людмила Бонч-Осмоловская (1915—1916)[3].
- Дочь — Варвара Осмоловская (1916—1994), орнитолог, к.б.н.[3], замужем за проф. А. Н. Формозовым.